# زمین‌لرزه ۱۹۳۱ اندونزی
زمین‌لرزه اندونزی  در تاریخ ۱۰ فوریه ۱۹۳۱ میلادی، برابر با ‎۲۱ بهمن ۱۳۰۹، ساعت ۶:۳۴:۳۲ به زمان یوتی‌سی در اندونزی رخ داد. ژرفای این زلزله ۳۵ کیلومتر بود. بزرگی آن ۷٫۱ در مقیاس Mw اعلام شده‌است. زمین‌لرزه به وقت محلی در روز سه‌شنبه، ساعت ۱۳ روی داده و منطقه زمانی آن یوتی‌سی +۷ بوده‌است .
شمار کشتگان زلزله حدود ۱۸ نفر بوده‌است.